# Verkehrsgemeinschaft Grafschaft Bentheim

Logo der Verkehrsgemeinschaft Grafschaft Bentheim

Ehemaliges Logo

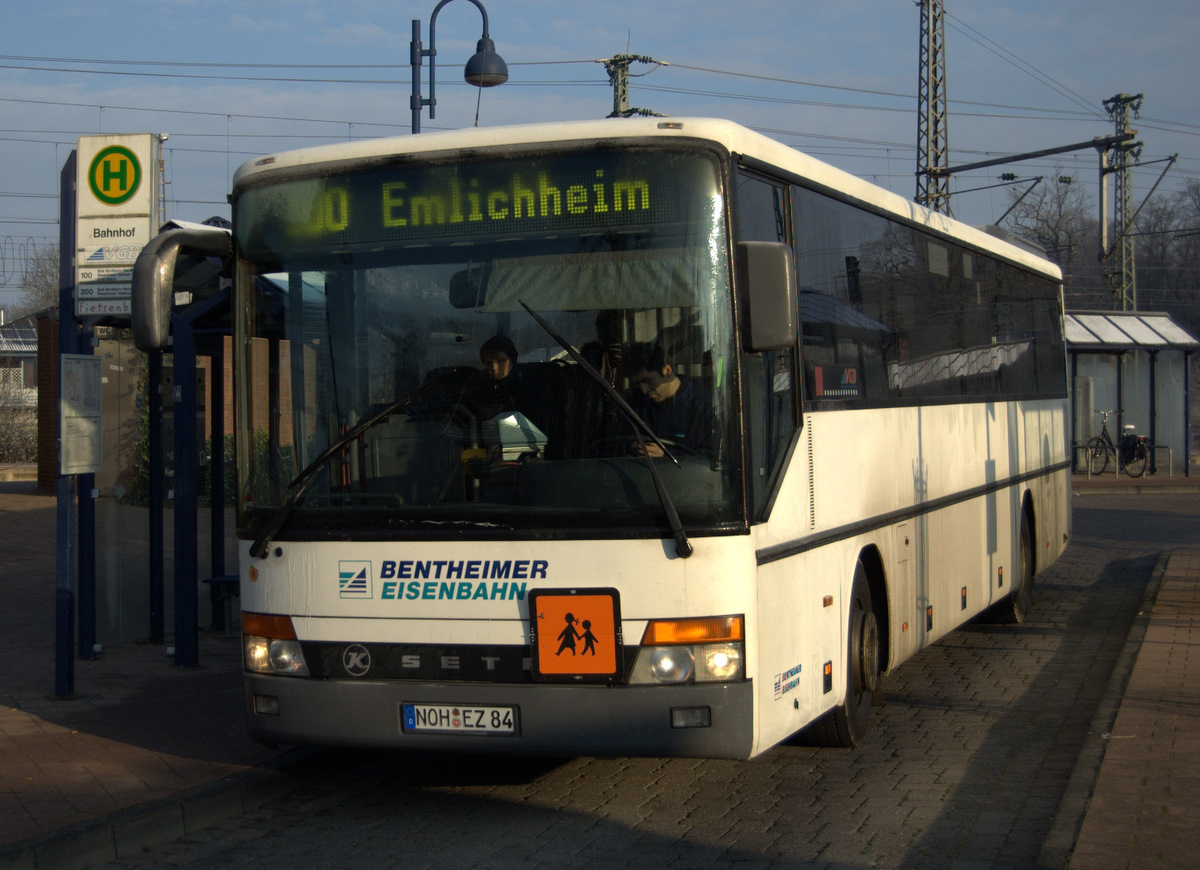
Bus der Linie 100 am Bahnhof in Bad Bentheim (2010)

Die Verkehrsgemeinschaft Grafschaft Bentheim (VGB) ist ein Verkehrsverbund im Landkreis Grafschaft Bentheim in Niedersachsen. Der Hauptsitz befindet sich in Nordhorn. Pro Jahr werden mehr als 5 Millionen Fahrgäste befördert.
Die Verkehrsgemeinschaft wurde am 26. Februar 1996 mit den Gesellschaftern Bentheimer Eisenbahn AG, Meyering-Reisen KG, Richters-Reisen GmbH und den Nordhorner Versorgungsbetrieben GmbH (NVB) gegründet. Die Meyering KG wurde im Jahr 2013 von der VGB mit der Begründung ausgeschlossen, dass das Unternehmen keine Konzession im Landkreis Grafschaft Bentheim besitzt. Tatsächlich ist für den Betrieb der zu dem Zeitpunkt neu vergebenen Konzessionen die Meyering Verkehrsgesellschaft für die Grafschaft Bentheim mbH gegründet worden. Einen Aufnahmeantrag für die VGB hat die neue Gesellschaft nicht gestellt. Das Busnetz im Stadtverkehr Nordhorn wurde zunächst durch die NVB bedient, jedoch gab diese den Busbetrieb auf und trat das Stadtnetz zum 1. Januar 2014 an die Bentheimer Eisenbahn ab.
Das Streckennetz umfasst Buslinien in Form von Regionalbus-, Stadtbus-, Bürgerbus-, Schulbus- und Rufbuslinien sowie eine Anrufsammeltaxilinie und deckt den gesamten Landkreis ab. Es bestehen Übergänge mit den Linien in den Kreis Borken, den Kreis Steinfurt, den Landkreis Emsland sowie die Niederlande. Seit dem 9. Dezember 2018 gilt das Niedersachsenticket in den Bussen der VGB. Mit der Reaktivierung des Schienenpersonennahverkehrs zwischen Bad Bentheim über Nordhorn nach Neuenhaus wurden das Liniennetz und das Tarifsystem mit einer Anpassung an die verkehrenden Regionalbahnen der Linie 56 neu geordnet.

## Beteiligte Verkehrsunternehmen
- Bentheimer Eisenbahn AG[2]
- Richters Reisen GmbH[2]

## Tarifsystem
Das Tarifgebiet umfasst alle Linien, die durch die beteiligten Verkehrsunternehmen im Landkreis Grafschaft Bentheim und den angrenzenden Landkreisen und Ländern erbracht werden. Das Tarifgebiet ist in elf einzelne Zonen aufgeteilt, die in der Regel jeweils einen Ort umfassen. Der Fahrpreis wird durch die Zahl der befahrenen Tarifzonen berechnet. Für Ruftaxen wird ein Zuschlag erhoben.

## Fietsenbus
Eine Besonderheit im Tarifgebiet ist der „Fietsenbus“, ein Busangebot zur Mitnahme von bis zu 15 Fahrrädern auf einem speziellen Busanhänger. Der „Fietsenbus“ verkehrt generell von Mitte März bis Mitte Oktober an Samstagen, Sonntagen sowie an Feiertagen auf der Regionalbuslinie 10 stündlich zwischen Neuenhaus und Emlichheim sowie auf der Linie 161 zweistündlich von Nordhorn über Wietmarschen und Lohne nach Lingen. In den niedersächsischen Oster-, Sommer- und Herbstferien fährt der „Fietsenbus“ auf der Linie 10 täglich.

## Verkehrsgebiet
- Landkreis Grafschaft Bentheim
- Landkreis Emsland
  - Emsbüren
  - Geeste
  - Lingen
  - Meppen
  - Twist
- Kreis Borken
  - Gronau
- Kreis Steinfurt
  - Bilk (Wettringen)
  - Haddorf
  - Rothenberge
  - Wettringen
- Niederlande
  - Coevorden
  - Denekamp (Dinkelland)

## Linien
| Linie | Linienweg                                                                    |
| ----- | ---------------------------------------------------------------------------- |
| 10    | Emlichheim – Wilsum – Itterbeck – Uelsen – Neuenhaus                         |
| 20    | Emlichheim – Hoogstede – Veldhausen – Neuenhaus                              |
| 30    | Neuenhaus – Grasdorf – NOH Bookholt – NOH Zentrum – NOH Bahnhof – NOH Blanke |
| 40    | Nordhorn – Bad Bentheim                                                      |
| 50    | Wengsel – Quendorf Bahnhof – Schüttorf Bahnhof                               |
| 60    | Schüttorf – Suddendorf – Bad Bentheim – Gildehaus – Bardel – Gronau (Westf.) |
| 161   | Lingen – Lohne – Wietmarschen – Füchtenfeld (– Nordhorn) (VGE)               |
| 165   | Lingen – Lohne – Klausheide – Nordhorn (VGE)                                 |
| 700   | Twist – Georgsdorf – Füchtenfeld – Wietmarschen – Nordhorn                   |
| 701   | Meppen – Geeste – Dalum – Wietmarschen – Nordhorn                            |
| 822   | Emsbüren – Drievorden – Quendorf – Engden (VGE)                              |

| Linie | Linienweg                                                  |
| ----- | ---------------------------------------------------------- |
| 31    | Kloster Frenswegen – Bookholt – Zentrum – Bahnhof – Blanke |
| 32    | Blumensiedlung – Bahnhof – Zentrum – Stadtflur             |

| Linie | Linienweg                                                                     |
| ----- | ----------------------------------------------------------------------------- |
| 33    | Brandlecht – Hesepe – Nordhorn-Oorde – Tierpark – Bahnhof – Markt – Rovenkamp |
| 38    | Nordhorn – Denekamp (NL)                                                      |
| 61    | Schüttorf – Samern – Ohne – Haddorf – Bilk – Rothenberge – Wettringen         |

| Linie | Linienweg                                                          |
| ----- | ------------------------------------------------------------------ |
| 11    | Coevorden (NL) – Eschebrügge – Laar – Volzel – Emlichheim          |
| 12    | Echteler – Heesterkante – Emlichheim                               |
| 13    | Ratzel – Wielen – Striepe – Egge – Getelo – Itterbeck              |
| 14    | Hardingen – Halle – Getelo – Uelsen                                |
| 15    | Wilsum – Haftenkamp – Gölenkamp – Uelsen                           |
| 16    | Grasdorf/Halle – Lage – Neuenhaus                                  |
| 20    | Hoogstede – Tinholt – Kalle – Emlichheim                           |
| 21    | Emlichheim – Weusten – Neugnadenfeld – Ringe – Bathorn – Hoogstede |
| 22    | Georgsdorf – Osterwald – Lugthoek – Veldhausen – Neuenhaus         |
| 31    | Rügenwalder Straße – Zollsiedlung – Birkenvenn                     |

| Linie | Linienweg                                                                 |
| ----- | ------------------------------------------------------------------------- |
| 1     | Nordhorn – Klausheide – Füchtenfeld – Wietmarschen – Lohne – Lingen (Ems) |

(Stand: Juli 2019)

## Weblink
- Homepage der Verkehrsgemeinschaft Grafschaft Bentheim